# Nadagarodes sordida
Nadagarodes sordida là một loài bướm đêm trong họ Geometridae.